# Ptahemuia
| p · t | H | m | P3 | A50 |

| p · t | H | m | P3 | A50 |

Ptahemuia o Ptah-em-uia ("Ptah está en la barca") fue un alto funcionario del Antiguo Egipto que vivió bajo el faraón Ramsés II en la dinastía XIX, alrededor de 1250 a. C.
Ptahemwia tenía varios títulos, lo que proporciona evidencia de sus cargos, principalmente en el Ramesseum, el templo funerario de Ramsés II. Estos incluyen el de escriba del rey, gran supervisor del ganado en el templo de Usermaatra Setepenra en la Casa de Amón y supervisor del tesoro del templo de millones de años del rey del Alto y Bajo Egipto Usermaatra Setepenra en la Casa de Amón en Menfis.
A Ptahemuia se le conoce principalmente a partir de su tumba en Saqqara, decorada con relieves y pinturas y una serie de objetos allí encontrados. En 1859, Théodule Devéria fotografió la entrada decorada de la capilla de su tumba. Sin embargo, la puerta se perdió y la entrada hoy en día solo se conoce a partir de una fotografía, aunque los nombres y títulos de Ptahemuia aún se pueden leer en su mayoría. 
En 1860 se encontró un piramidión en Saqqara, inscrito con sus nombres y títulos, mostrando a Ptahemuia frente a diferentes deidades, hoy en el Museo Egipcio de El Cairo. En 1902 se encontró una estatua sin cabeza en Abidos. La estatua muestra a Ptahemuia con una estatua más pequeña de Osiris frente a él. Ahora se encuentra en el Museo Nacional de Escocia en Edimburgo. Los títulos enumerados en la estatua incluyen el de supervisor del ganado, supervisor del ganado en el templo de Usermaatra Setepenra en el dominio de Amón, y escriba del rey de las Ofrendas Sagradas de todos los dioses.
La tumba de Ptahemwia fue redescubierta en Saqqara en 2021. El 'templo-cementerio', fue saqueado en su mayor parte en el siglo XIX. Constaba de una entrada, varios patios y un templo en el extremo occidental que habría albergado deidades, coronado por una pirámide. En la primera sala se encontraron pinturas en color de personas con ofrendas y una matanza de terneros, mientras que en la segunda, que contenía pilares, parecía tener un pozo funerario.
Excavando el pozo, se ha encontrado en 2022 en la cámara funeraria un sarcófago orientado de sur a norte con tapa antropoide mostrando los rasgos del difunto y una pequeña barba, con los brazos cruzados sobre el pecho sosteniendo el símbolo dyed del dios Osiris y el tyet de la diosa Isis. También aparece su nombre y sus títulos, la diosa Nut, sentada extendiendo sus alas y representaciones de los cuatro hijos de Horus.